# Torre dei Marignolli
La casa-torre dei Marignolli, o casa Lodi Focardi, si trova in via de' Cerretani 2 angolo via Borgo San Lorenzo 1r-3r nel centro storico di Firenze. Questo crocevia si chiama "canto della Paglia", in ricordo della vendita di foraggio per cavalli che qui si teneva e dell'attività prevalente delle botteghe della zona.

## Storia e descrizione
Affacciato di fatto su un lato su piazza San Giovanni e dirimpetto al palazzo arcivescovile, l'edificio ingloba notevoli resti della casa medioevale dei Marignolli e, nella zona della cantonata, della loro torre trecentesca, scapitozzata. La famiglia, che diede 23 priori e 5 gonfalonieri alla Repubblica fiorentina si estinse nel 1606 con il poeta Curzio de' Marignolli, si era insediata fuori dall'antica Porta al Vescovo nella cerchia delle mura altomedievali.

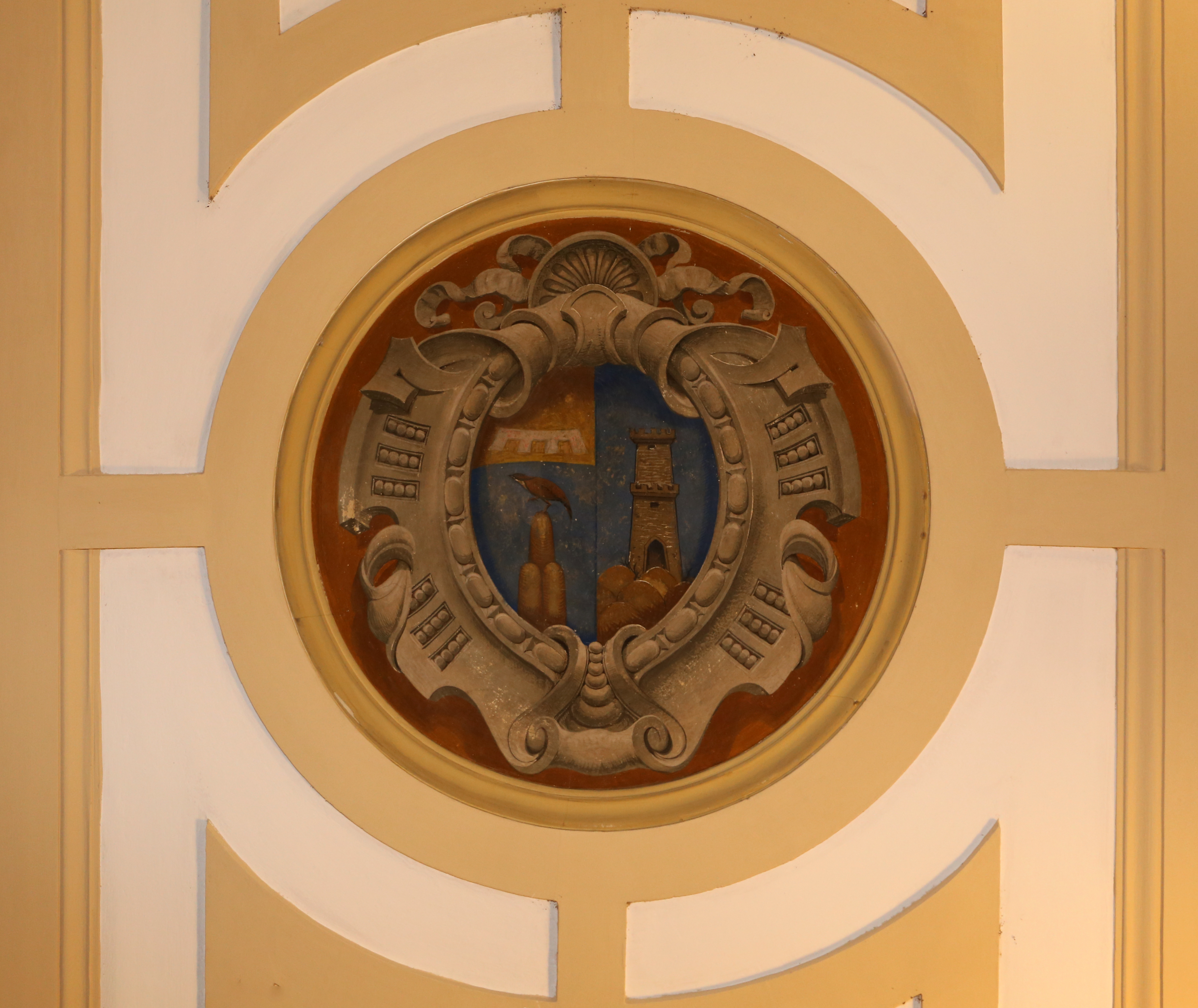
Stemma nell'androne

Nel XVII secolo, a seguito dell'estinzione dei Marignolli la torre ed il palazzo adiacente furono ereditati dalla famiglia fiorentino-casentinese dei Lodi-Focardi-Gatteschi, che ne curò nel 1933-1937 il restauro teso ad enfatizzare il carattere medioevale del fabbricato e a farne emergere l'origine di antica casa-torre. I resti trecenteschi furono ampiamente integrati anche nella porzione in pietre a vista, dove furono riposizionati ferri da cavallo e da bandiera. 
Tuttavia l'edificio aveva già subito importanti trasformazioni nella seconda metà dell'Ottocento, che probabilmente avevano del tutto occultato quegli elementi antichi poi parzialmente recuperati, visto che nel suo Firenze scomparsa (1897) Guido Carocci annota di come le "case e torri (dei Marignolli) sono oggi incorporate in fabbriche di moderna apparenza, ma fino a pochi anni addietro erano visibili perfettamente le anguste ed altissime porticine delle torri che avevano scolpito nel centro dell'architrave lo scudo coll'arme di quella celebre casata". 
Sui lati che guardano alle vie, a segnare il canto, sono oggi al piano terra due grandiosi e alti fornici, uno per lato, chiusi da architravi monolitiche e da ampie ghiere a sesto acuto. Il paramento è rivestito con conci in pietra squadrati fino all'altezza del primo piano, oltre il quale si nota un rivestimento a filaretto in pietra per due piani; poi la superficie è intonacata, come quella del palazzo che ormai incorpora la torre. Al centro dell'arco su via de' Cerretani si apre una piccola finestra rettangolare con una spessa inferriata. Sempre su questo stesso fronte sono scudi con l'arme dei Marignolli (d'oro alla fascia di nero) e, nell'androne posto all'estrema sinistra, una memoria che ricorda la famiglia Marignolli. Ai lati degli architravi si possono vedere delle buche pontaie. Ai piani superiori si intravedono le sagome di alcune finestre tamponate.
La lapide a Curzio Marignolli riporta:
| QUI FURONO LE CASE DELL' ANTICA E NOBILE STIRPE DE' MARIGNOLLI ONDE LA PROSSIMA VIA EBBE IL NOME E QUI NACQUE IL GENIALE POETA CURZIO ULTIMO DISCENDENTE MORTO IN PARIGI L'ANNO MDCVI |

### Il tabernacolo

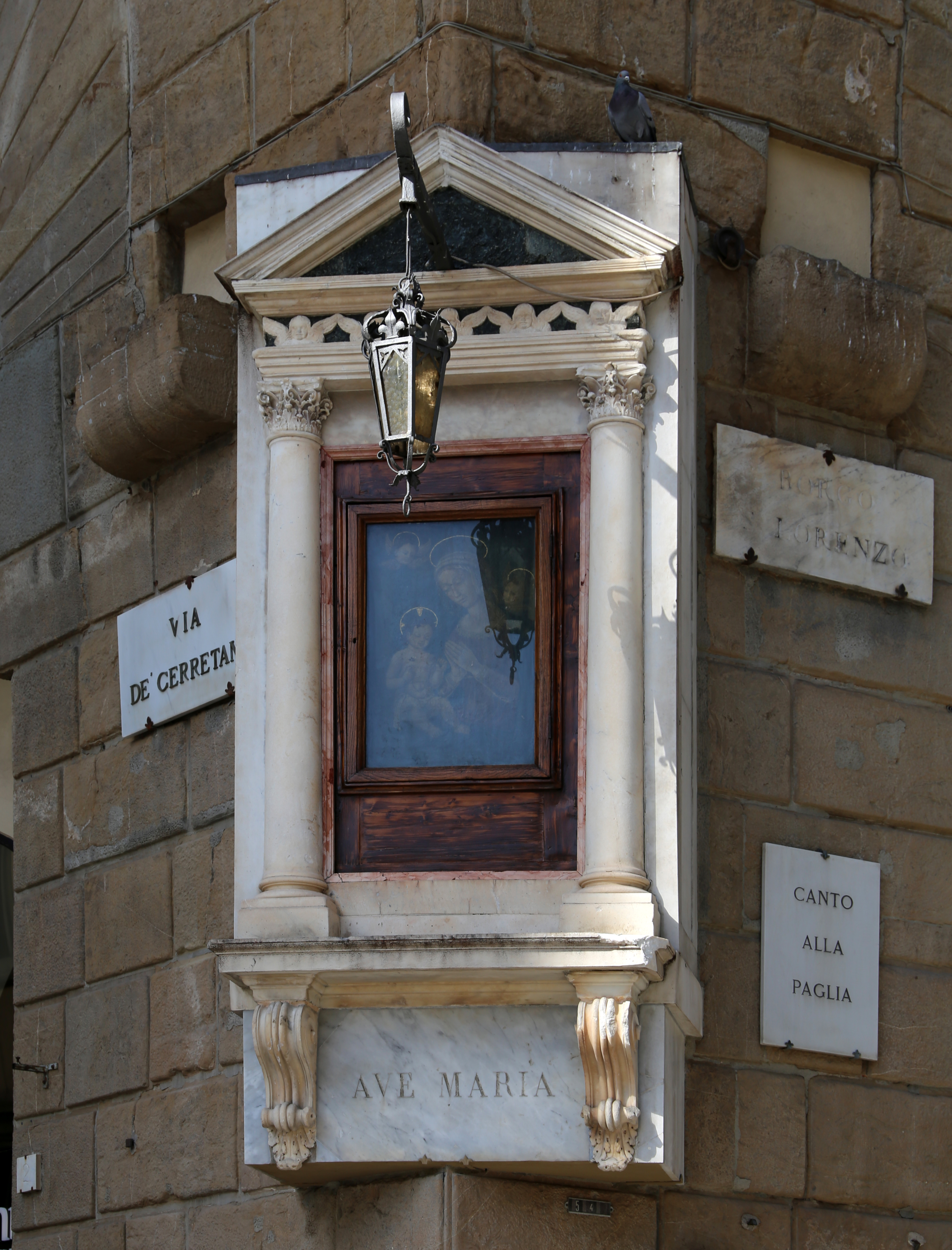
Il tabernacolo del Canto alla Paglia

Sulla cantonata è un'edicola devozionale con una tavola tardo quattrocentesca raffigurante la Madonna col Bambino e angeli (restaurata nel 1995 dalla scuola Lorenzo de' Medici e avvicinata alla maniera di Cosimo Rosselli) con una cornice in marmo di fattura ottocentesca, per quanto ispirata a modelli quattrocenteschi (con frontone triangolare e architrave decorata da cherubini intarsiati sul marmo verde, e base con scritta "Ave Maria"). Le lastre inferiori del tabernacolo vennero interessate da un crollo nel 2018: sebbene poi rimesse a posto e restaurate qualche anno dopo, alcune mostrano ancora i segni di tale incidente.